# Malt Sogn
Malt Sogn ist eine Kirchspielsgemeinde (dän.: Sogn)  im südlichen Dänemark. Bis 1970 gehörte sie zur Harde Malt Herred im damaligen Ribe Amt, danach zur Vejen Kommune im erweiterten Ribe Amt, die im Zuge der  Kommunalreform zum 1. Januar 2007 in der „neuen“  Vejen Kommune in der Region Syddanmark aufgegangen ist.
Im Kirchspiel leben 571 Einwohner (Stand:1. Januar 2023). Im Kirchspiel liegt die Kirche „Malt Kirke“.
Nachbargemeinden sind im Norden Læborg Sogn, im Osten Vejen Sogn und Askov Sogn, im Süden Skrave Sogn und im Westen Folding Sogn und Brørup Sogn.

## Persönlichkeiten
- Johannes Hansen (1882–1959), Turner